# コットン気分
「コットン気分」（コットンきぶん）は、杏里7枚目のシングル。1981年4月21日発売。発売元はフォーライフ・レコード。

## 解説
「コットン気分」は、ニベア花王のコロン「リマーラ」のCMソングとして起用され、杏里も初CM出演した。オリジナル・アルバムには収録されておらず、翌年発売されたベスト・アルバム『思いきりアメリカン 〜I Love Poping World,Anri〜』にB面の「砂浜」と共に収録された。
2004年に大山なつがカバー（大山のデビューシングル）、大山歌唱のものが日清紡績「コットンフィール」のCMソングとしても起用された。
「砂浜」は杏里を代表するバラード曲としてコンサートでも披露されており、のちに沢田知可子もカバーしている。

## 収録曲
作詞・作曲：かおる 編曲：岡田徹
1. コットン気分
  - ニベア花王コロン「リマーラ」CMソング
2. 砂浜

## 関連作品
- 思いきりアメリカン 〜I Love Poping World,Anri〜
- MY FAVORITE SONGS
- Anri The Best